# Abel Kirui
Abel Kirui (4 de junho de 1982) é um corredor queniano de longa distância, bicampeão mundial da maratona em Berlim 2009 e Daegu 2011.

## Biografia
Kirui começou a correr quando ainda cursava a escola primária no Quênia. Após terminar o ensino secundário, sem emprego, ele entrou numa corrida de recrutamento para a Polícia Administrativa, uma unidade de segurança do governo do Quênia, onde o vencedor seria contratado para a polícia. Ele venceu a prova, ganhou o emprego e a partir dali começou a treinar seriamente.
Em 2006, depois de estrear a distância na Maratona de Singapura, ele participou da Maratona de Berlim como "coelho" - corredores contratados para puxar o ritmo da prova durante uma determinada distância do percurso - mas mesmo assim terminou em nono lugar. Em setembro de 2007, na mesma maratona, ficou em segundo lugar (2h06m51s) perdendo apenas para o etíope Haile Gebrselassie, que na mesma prova quebrou o recorde mundial. Em 2008, venceu a Maratona de Viena em 2h07m38s, novo recorde do percurso.
Em abril de 2009 conseguiu o terceiro lugar na Maratona de Roterdã, prova de alto índice técnico, com o expressivo tempo de 2h05m04, o sexto melhor do mundo até agosto de 2009. Em agosto do mesmo ano, sagrou-se campeão mundial em Berlim, com um novo recorde do campeonato mundial, 2h06m54s.
Depois dessa conquista, Abel não teve bons resultados nas temporadas de 2010 e 2011, mas, como campeão mundial, recebeu da confederação queniana o direto de defender seu título no Mundial de Daegu, em setembro de 2011, onde novamente venceu a prova, em 2h07m38s, mais de dois minutos e meio à frente do segundo colocado, tornando-se bicampeão mundial.
Abel disputa provas entre os 3000 m em pista e a maratona, onde conseguiu seus resultados mais expressivos.  Também participante de provas em distâncias não-olímpicas, como as de 20 km e da meia-maratona, venceu a Meia-Maratona de Paderborn em 2007. Nos Jogos Olímpicos de 2012, em Londres, ele conquistou a medalha de prata na maratona, com o tempo de 2:08:27.
Ele vive na vila de Nabkoi, a 2 km da cidade de Kapsabet, na Província do Vale do Rift, no Quênia. É casado, tem um filho e é treinado pelo técnico italiano especializado em corredores de longa distância, Renato Canova.